# No podrás
«No podrás» es una canción escrita y producida por Alejandro Zepeda y co-escrita por Peter Skrabak, originalmente interpretada por el cantautor mexicano Cristian Castro. Fue publicado como el sencillo principal de su álbum debut de estudio Agua nueva (1992). El tema tuvo un gran éxito en toda Latinoamérica y hoy es recordado como un clásico latinoamericano de la década de los 90's. Llegó al puesto 3 de la lista Billboard Hot Latin Tracks.
El músico dominicano de merengue Fernando Villalona  realizó su versión incluida en su álbum El niño mimado (1994). Esta versión alcanzó el número 32 del Billboard Hot Latin Tracks.